# Анна Багряна
А́нна Багря́на (справжнє ім'я Ганна Юріївна Багрянцева; нар. 24 березня 1981, Фастів, Київська область) — українська поетеса, прозаїкиня, драматургиня, перекладачка. Перекладає з польської, болгарської, македонської та російської мов.
Дочка літератора, видавця, журналіста Юрія Багрянцева.

## Життєпис

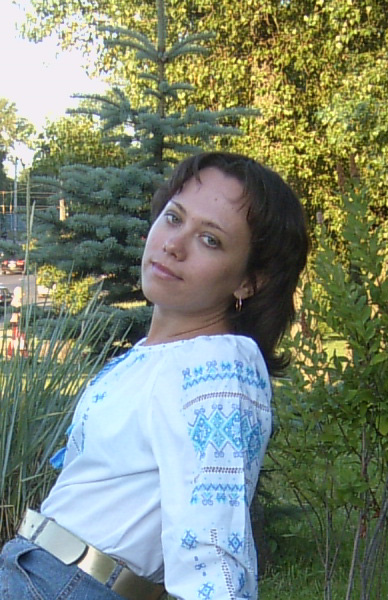
Анна Багряна

Дитячі роки пройшли в селищі Борова Фастівського району. У 1989 році переїхала до Києва.
2004 — закінчила з відзнакою магістратуру Інституту філології Київського національного університету імені Тараса Шевченка (спеціальність — українська мова та література).
З 2004 — член Національної спілки письменників України.
Працювала редактором телекомпанії «ЮАна», автором і ведучою телепрограми «Гармонія душі», старшим редактором Всесвітньої служби радіомовлення України, референтом з питань українознавства КУН, головним спеціалістом Національної спілки письменників України з роботи з молодими авторами, головним редактором часопису «Гранословіє».
2006—2008 — голова Всеукраїнської ліги українських жінок.
2006—2009 — секретар ради Національної спілки письменників України.
З 2010 — член Асоціації українських письменників.
З 2010 — мешкала в м. Скоп'є (Республіка Македонія), з 2015 р. — в м. Софія (Болгарія).
У 2022 році працювала координатором в Інтерграційному центрі «За доброто» (Софія), ініціаторка і засновниця Академії «Круто» (для українських дітей-біженців), а також Клубу «Оранта» (у 2023 році клуб перейменовано на Арт-клуб Анни Багряної).
У 2022 отримала відзнаку «Людина року» від Гельсінського комітету в Болгарії за внесок у захист прав людини.

## Творчість
Авторка поетичних збірок:
- Суцвіття слів. Поезії. — Київ.: Просвіта. — 2000. — 94 с. ISBN 966-7551-32-6.
- Поміж бузкових снів. Поезії. — Київ.: ЮАНА. — 2002. — 124 с. ISBN 966-95909-1-4.
- Між богами і нами. Поезії. — Київ.: ЮАНА. — 2005. — 116с. ISBN 966-95909-4-9.
- Мандрівка линвою / Spacer po linie. Поезії, переклади — українською та польською мовами, у співавторстві з Войчехом Песткою. Львів-Радом.: Каменяр. — 2008. — 94 с. ISBN 978-83-60126-55-0, ISBN 5-7745-1064-6.
- Anna Bagriana. Wysnij mnie… (Вимрій мене…). Przetłumaczył: Woicieh Pestka. — Częstochowa.: Leterackie Towarzystwo Wzaimniej Adoracji «Li-TWA». — 2008. — 39 str. ISBN 978-83-89108-79-1.
- Інші лінії. Поезії. — Київ.: Видавничий Дім «Просвіта». — 2009. — 200 с. ISBN 978-966-2133-20-2.
- Замовляння із любові. Поезії. — Луцьк.: Твердиня. — 2011. — 84 с. ISBN 978-617-517-070-0.
- Анна Багряна. Котва за двама (Якір для двох). Превод от украински и съставител: Димитър Христов. — Варна.: Славянска литературна и артистична академия. — 2011. — 80 стр. ISBN 978-954-2930-02-0.
- Анна Багрjана. Ѓерѓеф. (П'яльця). Превод од украински: Весна Ацевска, Вера Чорниj-Мешкова. — Кочани: Општина Кочани. — 2012. — 48 с. ISBN 978-608-65280-4-1.
- Bagriana, Anna. L'Ancre (Якір): Poésie / Traduction française par Dmytro Tchystiak. — Bruxelles: L´Esprit des Aigles, 2012, 40 p. ISBN 978-2-87485-012-7.
- Ана Багрјана. Скитска дева. Превод са украјинског Вера Хорват / Анна Багряна. Скіфська діва. Переклад з української Віри Хорват. — Смедерево: Смедеревска песничка jесен. — Меридиjани. — 2012. — 80 с. ISBN 978-86-6255-013-2.
- Анна Багряна. Завръщане (Повернення). Превод от украински и съставител: Димитър Христов. — София. (Болгарія).: ИК «Богианна». — 2015. — 64 стр. ISBN 978-954-676-133-0
- Анна Багряна. Следа на Орфей. Стихове. Превод от украински — Димитър Христов. — София (Болгарія). — КВЦ, 2021. — 80 с. ISBN 978-619-249-026-3

Прозових творів:
- Етимологія крові. Роман. — Київ.: Факт.- 2008. — 156 с. ISBN 978-966-359-296-1.
- Анна Багряна про Марію Заньковецьку, Олену Телігу, Вангу, Марію Приймаченко, Славу Стецько: оповідання. Для дітей молодшого та середнього шкільного віку. — Київ.: Грані-Т., 2010. — 96 с., іл. (серія «Життя видатних дітей»). ISBN 978-966-465-266-4.
- Дивна така любов. Роман-соната. — Київ.: Нора-друк., — 2010. — 208 с. (серія «Популярні книжки»). ISBN 978-966-2961-53-9. Роман є дипломантом конкурсу «Коронація слова 2010» у номінації «Вибір видавців»[5].
- Анна Багрjана. Толку необична љубов (Дивна така любов). Роман-соната. Превод од украински: Вера Чорниj-Мешкова. — Скопjє.: МАТИЦА. — 2011. — 118 стр. ISBN 978-608-10-0169-3.
- Дошкуляка. Роман. — Київ.: Нора-друк. — 2012. — 216 с. (серія «Популярні книжки»). ISBN 978-966-2961-90-4.
- Казки з міського парку (для дітей дошкільного та молодшого шкільного віку). — Луцьк.: ПВД «Твердиня». — 2014. — 20 с. ISBN 978-617-517-187-5.
- Ґеня (повість про Славу Стецько для дітей молодшого та середнього шкільного віку). — Київ.: Софія-А. — 2015. — 56 с. ISBN 978-617-7031-18-4.
- Багряна Анна. Здійснені мрії: оповідання для дітей дошкільного та молодшого шкільного віку / Київ: Видавець Багрянцев Ю. А., 2015. с. 64, ISBN 978-966-8929-03-8.[6]
- Багряна Анна. Читотинь: повість-казка: для дітей дошкільного та молодшого шкільного віку / Луцьк: ПВД «Твердиня», 2016. — 48 с. ISBN 978-617-517-242-1[7]
- Багряна А. Македонські оповідки: збірка оповідань, серія «Відкрий світ». — К. : Вид. група КМ-БУКС, 2016. — 256 с. ISBN 978-617-7409-04-4.
- Ана Багрjана. Приказни од скопскиот парк (превод од украински jазик Ленче Тосева, илустрации Ана Багрјана). — Скопје (Р.Македонія): Македоника литера, 2016. — 64 стр. ISBN 978-608-252-011-7
- Анна Багряна. Сбъднати мечти. Разкази за детството на известни украинци / Превод от украински: Андриана Коева, Антон Найденов, Веселина Николова, Елена Тенева, Емона Динева, Ивана Иванова, Кристина Атанасова, Мария-Йоана Василева, Михаела Михайлова, Моника Карамфилова, Моника Маринова, Олга Сорока, Петя Стоева, Ралица Пенева, Славина Бачева. — София (Болгарія): «Мултипринт», 2017. — 70 с. ISBN 978-954-362-194-1
- Anna Bahriana. Bajeczki z pewnego parku. / Tłumaczenie: Anna Koczeń, Roksana Krzemińska. — Kraków (Польща): «Art Forum Fundacja», 2017. — 24 с. ISBN 978-83-935629-0-9
- Ганна Баграна. Цітотень (аповесьць-казка). Пераклад з украінскай С.Амяльчук. — Брэст (Білорусія): ААТ «Брэсцкая друкарня», 2017. — 44 с. ISBN 978-985-524-256-8
- Анна Багряна. Приказки от градския парк / Превод от украински: Димитър Христов, рисунки — Оксана Черняева. — София (Болгарія): «Мултипринт», 2019. — 28 с. ISBN 978-954-362-257-3
- Анна Багряна. Такава дивна любов. Роман-соната. Превод от украински — Димитър Христов. — София (Болгарія): Издателска къща «Персей», 2020. — 128 с. ISBN 978-619-161-238-3
- Анна Багряна. Вітрова гора: роман / ілюстрації Софії Музички. — К.: Наш Формат, 2021. — 240 с. — (Серія «Фентезі»). ISBN 978-617-7973-37-8
- Анна Багряна. Досадникът. Роман. Превод от украински — Димитър Христов. — София (Болгарія). — Издателска къща «Персей», 2021. — 192 с. ISBN 978-619-161-263-5
- Анна Багрjана. Досадников. Роман. Превод од украински jазик: Ленче Тосева. — Скопjе (Р. П. Македонія). — Македоника литера, 2021. — 178 с. ISBN 978-608-252-162-6
- Анна Багряна. Годинник Аріадни: роман-фентезі / ілюстрації Софії Мудрої. — Тернопіль: Видавництво Богдан, 2023. — 216 с. ISBN 978-966-10-8588-5

Книг перекладів:

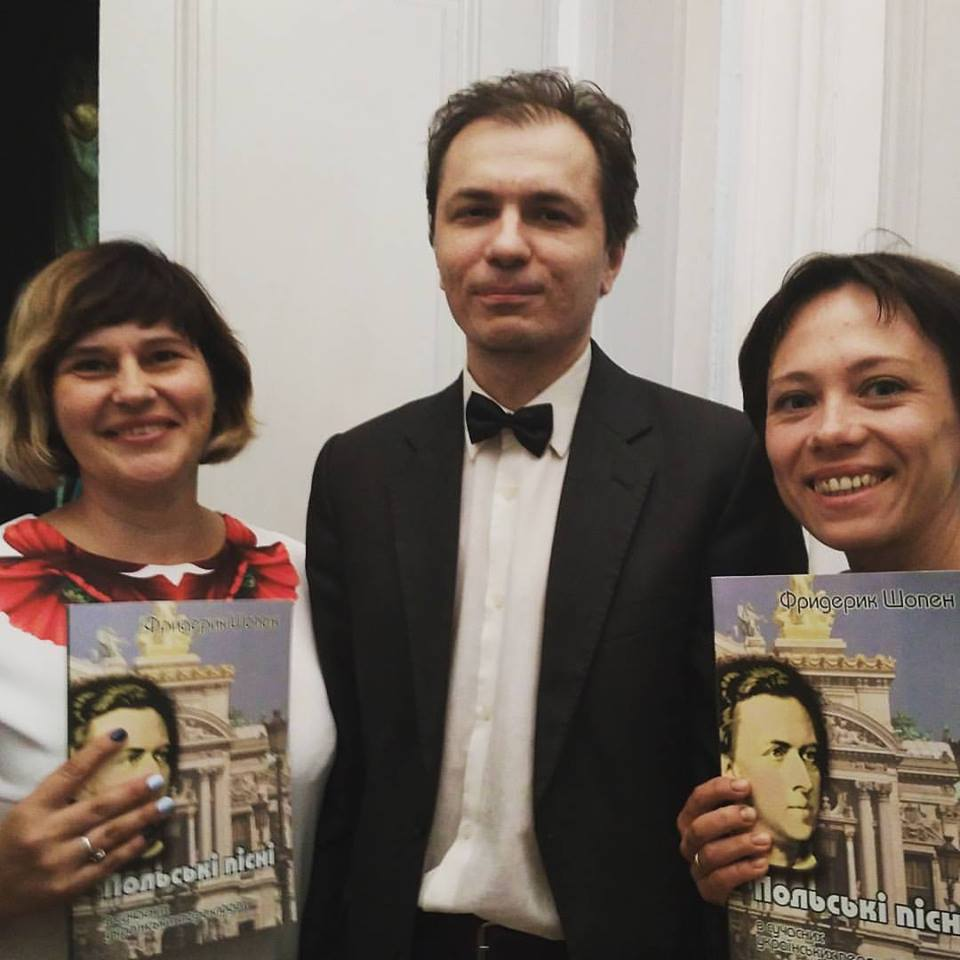
Поетеса Тетяна Череп-Пероганич, композитор Андрій Бондаренко і поетеса Анна Багряна презентують видання «Фридерик Шопен. Польські пісні в сучасних українських перекладах». 19 червня 2017, Український фонд культури

- Двете Багряни във ВЕЧНАТА И СВЯТАТА. Поезії Елисавети Багряної (двомовне болгарсько-українське видання), переклад з болгарської Анни Багряної. — Варна.: Славянска литературна и артистична академия. — 2009. — 112 стр. ISBN 978-954-92402-3-8.
- Рісто Василевскі. Храм, справді, храм. Поезії. Переклад з македонської Анни Багряної, упорядник — Анна Багряна. — Луцьк.: Твердиня. — 2011. — 148 с. (Серія «Сучасна балканська поезія»). ISBN 978-617-517-091-5.
- Димитр Христов. Крізь кордони. Поезії. Переклад з болгарської Анни Багряної, упорядник — Анна Багряна. — Луцьк.: Твердиня. — 2012. — 64 с. (Серія «Сучасна балканська поезія»). ISBN 978-617-517-103-5.
- Єтон Келменді. На верхів'ї часу. Поезії. Переклад з албанської Анни Багряної, упорядник — Анна Багряна. — Луцьк.: Твердиня. — 2012. — 40 с. (Серія «Сучасна балканська поезія»). ISBN 978-617-517-124-0.
- Дора Ґабе. Сонце, почекай! (двомовне болгарсько-українське видання). Упорядник і перекладач з болгарської — Анна Багряна. — Варна.: Славянска литературна и артистична академия. — 2012. — 112 стр. ISBN 978-954-2930-06-8.
- Сучасна поезія Республіки Македонії. Антологія. Упорядник і перекладач з македонської Анна Багряна. — Скоп'є (Р.Македонія). — Фенікс. — 2012. — 160 ст. (Серія «Аура»). ISBN 978-9989-33-609-6.
- Інга Крукаускене. В ім'я любові. Поезії / Переклад із російської Анни Багряної. — Київ: Гамазин. — 2013. — 96 с. ISBN 978-966-279-007-8.
- Боян Ангелов. Вибір: поезія / Боян Ангелов; упорядник — Анна Багряна, переклад із болгарської Анни Багряної; передмова Димитра Христова. — Київ.: ФОП Жовтий О. О., 2013. — 44 с. ISBN 978-966-525-121-7.
- Разме Кумбароскі. Скляна гора. Поезії / Переклад із македонської Анни Багряної. — Умань: ПП Жовтий О. О., 2014. — 62 с. ISBN 978-617-525-112-6.
- Наталі Спасова. Перше кохання на Рожевій вулиці: роман / Наталі Спасова ; переклад із македонської Анни Багряної. — Луцьк: ПВД «Твердиня», 2015. — 88 с. ISBN 978-617-517-209-4.
- Кіро Донев. Веселий зоопарк: казки / Кіро Донев ; переклад із македонської Анни Багряної. — Луцьк: ПВД «Твердиня», 2015. — 92 с. ISBN 978-617-517-208-7.
- Кіро Донев. Плутана казка: повість / Кіро Донев ; пер. з македон. та ілюстр. Анни Багряної. — Луцьк: ПВД «Твердиня», 2016. — 104 с. ISBN 978-617-517-228-5
- Фросина Пармаковска. Вишнева хроніка: роман / Фросина Пармаковска ; пер. з македон. Анни Багряної. — Луцьк: ПВД «Твердиня», 2016. — 272 с. ISBN 978-617-517-252-0
- Наталі Спасова. Запальничка: роман / Наталі Спасова ; пер. з македон. Анни Багряної. — Луцьк: ПВД «Твердиня», 2016. — 76 с. ISBN 978-617-517-251-3
- Кіро Донев. Дзявкітливий кожух: повість для дітей дошкільного та молодшого шкільного віку / Кіро Донев ; пер. з македон. та ілюстр. Анни Багряної. — Луцьк: ПВД «Твердиня», 2016. —  128 с. ISBN 978-617-517-253-7
- Костов Владимир. Весілля Мари: вибрані драматичні твори / пер. з македон. Анни Багряної; післямова Жанни Бортнік. — Луцьк: ПВД «Твердиня», 2017. — 188 с. — (Серія «ЛітТЕАТР ХХІ»). ISBN 978-617-517-256-8
- Трайче Кацаров. Цурки-палки: п'єси / переклад з македонської Анни Багряної. — Луцьк: ПВД «Твердиня», 2017. — 168 с. — (Серія «ЛітТЕАТР ХХІ»). ISBN 978-617-517-258-2
- Владо Димовскі. І людина, і пес: роман / переклад з македонської Анни Багряної. — Луцьк: ПВД «Твердиня», 2017. — 128 с. ISBN 978-617-517-267-4
- Душко Родев. В очікуванні Нобелівської премії роман / переклад з македонської Анни Багряної. — Луцьк: ПВД «Твердиня», 2017. — 136 с. ISBN 978-617-517-270-4
- Спасова Наталі. Дві принцеси: роман / Наталі Спасова ; пер. з македон. Анни Багряної ; худ. Ольга Камінська. — Луцьк: ПВД «Твердиня», 2018. — 84 с. ISBN 978-617-517-286-5
- Сім'яноскі Стоймир. Євангеліє трьох самовіл: роман / Стоймир Сім'яноскі ; пер. з македон. Анни Багряної. — Луцьк: ПВД «Твердиня», 2018. — 312 с. ISBN 978-617-517-288-9
- Бозукова Кеті. Бурштинові намистини: вибрані поезії / Кеті Бозукова ; пер. з болгар. Анни Багряної. — ПВД «Твердиня», 2018. — 60 с. —Серія «Сучасна балканська поезія». ISBN 978-617-517-287-2
- Здравескі Ґоко. Тіло все пам'ятає (поезії) / Переклала з македонської Анна Багряна. — Тернопіль: видавництво «Крок», 2018. — 78 с. ISBN 978-617-692-490-6
- Ана Стояноска. Я і Лін, згодом: роман / Ана Стояноска ; пер. з македон. Анни Багряної. — Луцьк: ПВД «Твердиня», 2019. — 212 с. ISBN 978-617-517-309-1
- Златимир Коларов. Водоверть: короткі і дуже короткі оповідання / пер. з болг. Анни Багряної. — Луцьк: ПВД «Твердиня», 2019. — 104 с. ISBN 978-617-517-307-7
- Сашко Насев. Вибрані драми: / переклад із македонської Анни Багряної. — Луцьк: ПВД «Твердиня», 2019. — 224 с. — (Серія «ЛітТЕАТР ХХІ»). ISBN 978-617-517-310-7
- Бранко Прля. Апокаліпсис.мк: роман / переклад із македонської Анни Багряної. — Луцьк: ПВД «Твердиня», 2019. — 220 с. ISBN 978-617-517-312-1
- Евґенія Йорданова. Таємниця. 33 історії про любов: оповідання, пер. з болгарської Анни Багряної. — Луцьк: ПВД «Твердиня», 2020. — 96 с. ISBN 978-617-517-317-6
- Светослав Нахум. Втеча з Криму: оповідання, статті, переклад з болгарської Анни Багряної. — Луцьк: ПВД «Твердиня», 2020, 116 с. ISBN 978-617-517-322-0
- Драґана Евтімова. Владімір Лукаш. Невдовзі побачимося. Е.: роман, пер. з македонської Анни Багряної. — Луцьк: ПВД «Твердиня», 2020. — 148 с. ISBN 978-617-517-327-5
- Трайче Кацаров. Не паркуйся перед гаражем! Короткий роман для дітей. Пер. з македонської Анни Багряної, худ. Оксана Черняєва. — Луцьк: ПВД «Твердиня», 2021. — 88 с. ISBN 978-617-517-328-2
- Науме Радіческі. Часопил: поезії / Науме Радіческі ; пер. з македон. Анни Багряної. Луцьк: ПВД «Твердиня», 2021. — 120 с. (Серія «Сучасна балканська поезія».) ISBN 978-617-517-331-2
- Хрісто Петрескі. Дитина, яка хотіла стати бджолою. Повість для дітей. Пер. з македонської Анни Багряної, худ. Міле Топуз. — Луцьк: ПВД «Твердиня», 2021. — 112 с. ISBN 978-617-517-332-9
- Біляна С.Црвенковска. 9 історій про панну Сіт. Роман-сонтазія. Пер. з македонської Анни Багряної. — Луцьк: ПВД «Твердиня», 2021. — 124 с. ISBN 978-617-517-333-6
- О.Пімен. Вийти. Роман. Пер. з македонської Анни Багряної. — Луцьк: ПВД «Твердиня», 2022. — 124 с. ISВN 978-617-517-335-0
- Асен Асенов. Затінений під'їзд. Оповідання. Пер. з болгарської Анни Багряної. — Луцьк: ПВД «Твердиня», 2022. — 72 с. ISВN 978-617-517-334-3
- Румен Іванчев. Іграшка вітрів. Переклад з болгарської Анни Багряної. — Софія: МИШЛЕНА. — 2022 — 24 с.
- Сашо Оґненовскі. ЛІС: лірична антиутопія / пер. з македон. Анни Багряної. Луцьк: ПВД «Твердиня», 2023. 76 с. (Серія «Сучасна балканська поезія»). ISВN 978-617-517-339-8
- Сашко Насев. Зустрічі з дияволом: роман, оповідання / пер. з македон. Анни Багряної. Луцьк: ПВД «Твердиня», 2023. 108 с. ISВN 978-617-517-341-1

Драматургії:
- Ана Багрjана. Пиеси (П'єси). Превод од украински: Димитар Христов, Васил Михаjлов, Илиjа Арев, Траjче Кацаров. — Штип: Центар за културна инициатива. — 2011. — 120 с. ISBN 978-9989-9918-9-9.
- Ана Багрjана. Комади (П'єси). Са украjинског превео Ристо Василевски. — Смедерево.: Арка. — 2012. — 127 стр. (Библиотека «Сцена»). ISBN 978-86-7610-126-9.
- Анна Багряна. Пиеси («Боговете умират от скука», «Рододендрон», «Свилена звезда»)/ Превод от украински: Димитър Христов. — София (Болгарія): «Мултипринт», 2019. — 104 с. ISBN 978-954-362-292-4
- Анна Багряна. Над Часом (п'єси для дітей). Луцьк: ПВД «Твердиня» — Національний центр театрального мистецтва ім. Леся Курбаса, 2020. — 136 с. (Сер. «ЛітТЕАТР ХХІ»). ISBN 978-617-517-318-3

Постановки вистав за п'єсами та лібрето А. Багряної:
- «Над Часом» (драматична поема) — Драматичний театр «ЕРА» (Київ), 2006; Музично-драматична студія «Прем'єра» (Київ), 2009, Дитячо-юнацький театр «МІФіЯ», м. Івано-Франківськ, режисер — Оксана Лабачук, 2013; Театр-студія «Сьоме небо», м. Вінниця, режисер — Марина Ревенко, 2014;  Театральний студентський колектив «Palladium», м. Київ, режисер — Людмила Нечаюк, 2015; Театральний гурток «Сюрприз», режисер — Світлана Романчук, м. Вараш (Рівненська обл.), 2017.
- «Глорія» (мюзикл) — Донецький національний академічний український музично-драматичний театр, 2010.
- «Рододендрон» (трагікомедія на 2 дії) — Український драматичний театр «Гомін» (Чикаго, США) 2010, Драматична студія «Міладін» (м. Струга, Північна Македонія), 2013, режисер — Хрісто Міладінов.
- «Шовкова зоря» (казка для дітей) — Національний театр в м. Штіп (Північна Македонія), 2012, Театр-студія «Птаха», м. Вінниця, режисер — Марина Ревенко, 2017 р.
- «Боги вмирають від нудьги» (комедія) — «Розваги янголів або надзвичайна пригода у дощ», режисер — Анатолій Суханов, Театр лірики та драми «ТЕЧІЯ», м. Київ, 2016.
- «Є в ангелів від лукавого» («Гойдалка», психологічна містерія) —"Вагон-привид", Драматичний гурток «МІФіЯ» (Івано-Франківськ), 2014, режисерка — Оксана Лабачук
- «Ти моє сонечко». Театр «Розмай» (Кам'янець-Подільський), 2018, режисерка — Інна Семенків, «Є в ангелів — від лукавого». Золочівський молодіжний театр «Край» (м. Золочів, Львівська область), 2019, режисерка — Катерина Тихонова, «Ангели». Червоноградський народний музично-драматичний театр ім. Лесі Українки (Червоноград, Львівська область), 2019, режисерка — Алла Мельник.
- «Сорочинська морока». Театр української традиції «Дзеркало» (Київ), 2022, режисерка — Маріамна Капітула.

Твори Анни Багряної перекладені польською, російською, англійською, французькою, болгарською, латиською, азербайджанською, естонською, вірменською, македонською, сербською, хорватською, албанською, литовською, естонською та іншими мовами.
Учасник багатьох міжнародних літературних фестивалів.
На початку 2015 року заявила про себе і як художник. Відкрила дві персональні виставки в Македонії — в Центрі культури ім. Братів Міладінових (м. Струга) та Культурному Центрі «Фенікс» (м. Скоп'є).
Окремі переклади, які Анна Багряна здійснила з польської, увійшли до видання «Фридерик Шопен. Польські пісні в сучасних українських перекладах» (2017).

## Відзнаки, нагороди, премії
- Міжнародна україно-німецька премія ім. О.Гончара, лауреат конкурсів «Коронація слова» (ІІІ місце) та «Смолоскип» (ІІ місце) (2008), за роман «Етимологія крові».
- Міжнародна літературна відзнака «Срібне летюче перо» (Болгарія) (2009), за переклад книги поезій Елисавети Багряної.
- Лауреатка Літературного конкурсу СФУЖО ім. Марусі Бек (Канада) (2009), за оповідання «Зелений борщ».
- Лауреатка Міжнародної літературної премії Медитеранської Академії імені братів Міладінових (Північна Македонія) (2012).
- Лауреатка Міжнародної літературної премії «Qiriu i Naimit» (Свіча Наіміта, Північна Македонія — Косово) (2012).
- Літературно-мистецька премія ім. Пантелеймона Куліша (2013).
- Спеціальна відзнака літературного конкурсу «Жінка в історії» (2014) за серію нарисів «Видатні українки».[10].
- 2-е місце в поетичному конкурсі «Незламні українці» (за вірш «Дід Омелян», 2015)
- Міжнародна літературна премія ім. Григорія Сковороди «Сад божественних пісень» (2014).
- Медаль «Івана Мазепи» (2016).[11]
- Літературно-мистецька премія імені Володимира Косовського (2017)[12][13].
- Відзнаки конкурсу «Коронація слова» — за роман «Дивна така любов» (2009), за роман «Дошкуляка» (2012), за пєсу «Навчи мене співати!» (2012), за роман «Краще так» (2013), роман-фентезі «Вітрова гора» (2020), вірш «Місто» (2021), роман-фентезі «Годинник Аріадни» (2023).
- Книжкова премія «Еспресо. Вибір читачів» (2022) — за роман «Вітрова гора».

За цикл малюнків на тему «Місто» отримала Міжнародну нагороду «Арт Фенікс» (Північна Македонія).